# Phymatosaurus
Phymatosorus es un género de helechos perteneciente a la familia  Polypodiaceae. Están descritas 32 especies de las cuales solo 18 han sido aceptadas hasta la fecha.

## Taxonomía
Phymatosorus fue descrito por Rodolfo Emilio Giuseppe Pichi Sermolli y publicado en Webbia 28(2): 457. 1973. La especie tipo es: Phymatosorus scolopendria (Burm. f.) Pic. Serm. 

## Especies aceptadas
A continuación se brinda un listado de las especies del género Phymatosorus aceptadas hasta junio de 2012, ordenadas alfabéticamente. Para cada una se indica el nombre binomial seguido del autor, abreviado según las convenciones y usos:
- Phymatosorus banerjianus (Pal & Pal) Pic. Serm.
- Phymatosorus commutatus (Blume) Pic. Serm.
- Phymatosorus cuspidatus (D. Don) Pic. Serm.
- Phymatosorus diversifolius (Willd.) Pic. Serm.
- Phymatosorus ensiformis (Thunb.) Pic. Serm.
- Phymatosorus grossus (Langsd. & Fisch.) Brownlie
- Phymatosorus hainanensis (Noot.) S.G. Lu
- Phymatosorus lanceus (Ching & Chu H. Wang) S.G. Lu
- Phymatosorus longissimus (Blume) Pic. Serm.
- Phymatosorus membranifolium (R. Br.) S.G. Lu
- Phymatosorus membranifolius (R. Br.) Tindale
- Phymatosorus novae-zealandiae (Baker) Pic. Serm.
- Phymatosorus powellii (Baker) Pic. Serm.
- Phymatosorus pustulatus (G. Forst.) Large, Braggins & P.S. Green
- Phymatosorus scandens (G. Forst.) Pic. Serm.
- Phymatosorus scolopendria (Burm. f.) Pic. Serm.
- Phymatosorus suisha-stagnalis (Hayata) Pic. Serm.
- Phymatosorus vieillardii (Mett.) Pic. Serm.